# Bestiarius
Bestiarius (闘獣士, Besutiariusu, ou Tōjūshi), também conhecido como Bestialious, é uma série de mangá criado pelo mangaká Masasumi Kakizaki. O mangá se passa na época do Império Romano por volta de 85 D.C, mas o cenário apresentado no mangá não é como nos livros de história, o autor nessa obra representou uma Roma fantástica em que o nosso mundo se uniu ao dos meio bestas e meio homens, o que faz com que nos deparemos então com um cenário onde homens, orcs e bestas de todos os tipos dividem o mesmo espaço, e obviamente vivem constantemente em guerra.

## Enredo
A obra tem início com uma cena marcante: um homem derrotado em um campo de batalha conversando suas últimas frases com um dragão. O homem havia lutado com bravura e ganhado o respeito do dragão guerreiro Durandal, e em seu último suspiro, o guerreiro pede que o dragão diga a seu filho Fin que ele lutou com honra. Anos após o ocorrido, vamos à Roma e nos deparamos com um homem prisioneiro do Estado que é obrigado a lutar no coliseu para se manter vivo. Ele não é um simples guerreiro, é aquele que havia sido treinado por um dragão. Sim, Durandal encontrou Fin e os dois criaram então um laço tão forte que não poderia ser descrito em uma simples sinopse, mas essa história cai aos ouvidos de um imperador tirano, que tem como único objetivo se divertir ao destruir a vida dos dois.

## Mangá
O mangá teve sua estreia em 9 de fevereiro de 2011[carece de fontes?] na revista Shonen Sunday, da editora Shogakukan. Em 2015 o mangá foi transferido para a revista Sunday S onde é publicado atualmente. Já tendo alcançado 4 volumes tankōbon lançados até setembro de 2016.
No Brasil, é licenciado e publicado desde novembro de 2016 pela editora Panini Comics.

### Lista Volumes
| - Episódio I. O Primeiro - Episódio I. O Último - Episódio II. Parte 1 | - Episódio II. Parte 2 - Episódio II. Parte 3 - Episódio II. Parte 4 |

| - Episódio III. Parte 1 - Episódio III. Parte 2 - Episódio III. Parte 3 - Episódio III. Parte 4 | - Episódio III. Parte 5 - Episódio III. Parte 6 - Episódio III. Parte 7 |

| - Episódio III. Parte 8 - Episódio III. Parte 9 - Episódio III. Parte 10 - Episódio III. Parte 11 | - Episódio III. Parte 12 - Episódio III. Parte 13 - Episódio III. Parte 14 |

| - Episódio IV. Parte 1 - Episódio IV. Parte 2 - Episódio IV. Parte 3 - Episódio IV. Parte 4 | - Episódio IV. Parte 5 - Episódio IV. Parte 6 - Episódio IV. Parte 7 |

| - Episódio IV. Parte 9 - Episódio IV. Parte 10 - Episódio IV. Parte 11 - Episódio IV. Parte 12 | - Episódio IV. Parte 13 - Episódio IV. Parte 14 - Episódio IV. Parte 15 - Episódio IV. Parte 16 |